# Lygodactylus miops
Lygodactylus miops (карликовий гекон Гюнтера) — вид геконоподібних ящірок родини геконових (Gekkonidae). Ендемік Мадагаскару.

## Поширення і екологія
Карликові гекони Гюнтера широко поширені на сході острова Мадагаскар. Вони живуть у вологих тропічних лісах, де зустрічаються на деревах та серед скель.